# Информационные технологии и математические методы в экономике и управлении
Информационные технологии и математические методы (ИТиММ) — ежегодная международная научно-практическая конференция, посвященная памяти А. И. Китова, где в формате пленарного заседания и шести научных секций участники обсуждают темы разработки и использования информационных технологий и математических методов для решения экономических и управленческих задач, по обработке, защите информации, вопросы связанные с моделированием в фундаментальных и прикладных исследованиях, а также сферы образования и экономики.
Основным организатором конференции выступает Институт цифровой экономики и информационных технологий и кафедра информатики Российского экономического университета имени Г. В. Плеханова. Как правило, конференция открывается в марте и проходит в течение двух дней на базе образовательной площадки университета. В работе конференции на регулярной основе принимают участие учёные, практики, предприниматели и экономисты и представители ИТ компаний, как российских (1С, Консультант Плюс, ЭОС, IBS Platformix), так и зарубежных (IBM, Microsoft, SAP).

## Конференция и её секции
Конференция ИТиММ посвящена памяти учёного-первопроходца Анатолия Ивановича Китова, внёсшего значительный вклад в такие научные области как информатика, кибернетика, автоматизированный перевод и поиск информации по смыслу, автоматизированные системы управления, алгоритмические языки программирования.
Тематика рассматриваемых вопросов на конференции представлена шестью научными секциями:
- Секция 1. Математические методы анализа экономической информации и управления социально-экономическими процессами;
- Секция 2. Концепции и технологии цифровой экономики;
- Секция 3. Цифровое образование. Информационно-коммуникационные технологии в экономике и образовании;
- Секция 4. История создания информационных технологий и их использования в задачах экономики и управления;
- Секция 5. Инжиниринг предприятий на основе современных информационно-коммуникационных технологии;
- Секция 6. Студенческие научные инициативы.

В конференции ежегодно участвуют сотрудники более ста ВУЗов и нескольких десятков научных организаций. В конференции принимают участие учёные таких российских ВУЗов, как Московский государственный университет, Московский государственный технический университет имени Н. Э. Баумана, Национальный исследовательский университет «МЭИ».
- Конференция «Информационные технологии и математические методы в экономике и управлении» (ИТиММ)
- Выступление академика В. Л. Макарова
- Выступление  академика РАН, директора ИСП РАН А. И. Аветисяна
- Президиум пленарного заседания конференции ИТиММ-2017
- Пленарное заседание конференции ИТиММ-2017

## Члены программного комитета конференции
Среди регулярных участников на конференции с докладами по актуальным проблемам выступают руководители и представители крупных ИТ-компаний, специалисты научно-исследовательских институтов:
- Соколов Игорь Анатольевич — академик РАН, директор ФИЦ «Информатика и управление» РАН, декан ВМК МГУ им. М. В. Ломоносова.
- Макаров Валерий Леонидович — академик РАН, научный руководитель Центрального экономико-математического института РАН (ЦЭМИ РАН), президент Российской экономической школы (РЭШ), д.ф.-м.н.
- Левин Владимир Константинович — академик РАН, научный руководитель ФГУП "Научно-исследовательский институт «КВАНТ», д. т. н., Лауреат Ленинской премии.
- Сергиенко Иван Васильевич — академик НАН Украины, иностранный член РАН, директор Института кибернетики имени В. М. Глушкова НАН Украины, д.ф.-м.н, профессор.
- Аветисян Арутюн Ишханович — академик РАН, директор ИСП РАН, д.ф.-м.н.
- Кореньков Владимир Васильевич — директор ЛИТ ОИЯИ, д.т. н., профессор.
- Хохлов Юрий Евгеньевич — председатель Совета директоров ИРИО.
- Хасбулатов Руслан Имранович — член-корреспондент РАН, зав. кафедрой РЭУ им. Г. В. Плеханова, д.э.н.
- Зарова Елена Викторовна — Заместитель руководителя проектного офиса ГБУ «Аналитический центр» города Москвы, д.э.н., профессор.
- Сухомлин Владимир Александрович — Зав. лабораторией открытых ИТ МГУ им. М. В. Ломоносова, заслуженный профессор МГУ им. М. В. Ломоносова, д.т. н.
- Миялович Жарко (Zarko Mijailovich) — профессор Белградского университета (Сербия).
- Титов Валерий Александрович — директор института цифровой экономики и информационных технологий РЭУ им. Г. В. Плеханова, д.э.н.
- Бородкин Леонид Иосифович — член-корреспондент РАН, д.и.н., профессор, зав.кафедрой исторической информатики МГУ имени М. В. Ломоносова.
- Агамирзян Игорь Рубенович — вице-президент НИУ ВШЭ.
- Салтыков Борис Георгиевич — президент Политехнического музея.
- Герович Вячеслав Александрович (Gerovich S.) — профессор института истории науки имени И.Ньютона Массачусетского технологического института (MIT, USA)
- Прохоров Сергей Петрович — ведущий научный сотрудник ИИЕТ им. С. И. Вавилова РАН, к.ф.-м.н, председатель российского отделения IEEE Computer Society.
- Лула Павел (Pawel Lula) — профессор Краковского экономического университета (Польша).
- Тихомиров Николай Петрович — зав. кафедрой ММЭ РЭУ им. Г. В. Плеханова, д.э.н., профессор.
- Козырев Анатолий Николаевич — Руководитель научного направления «Математические и компьютерные модели, экономика знаний, инструменты и методы» ЦЭМИ РАН, д.э.н., профессор.
- Шилов Валерий Владимирович — к. т. н., профессор НИУ ВШЭ.
- Лейпяля Тимо (Timo Leipälä) — профессор университета города Турку (Финляндия).

## Партнёры
Информационные партнеры и спонсоры конференции:
- Российский фонд фундаментальных исследований
- Вольное экономическое общество России
- Федеральный исследовательский центр «Информатика и управление» Российской Академии Наук (ФИЦ ИУ РАН)
- Федеральное государственное бюджетное учреждение науки Центральный экономико-математический институт (ЦЭМИ РАН)
- Факультет вычислительной математики и кибернетики МГУ имени М. В. Ломоносова
- Лаборатория информационных технологий Объединённого Института Ядерных Исследований

## Результаты работы конференции
Результаты работы конференции отражаются на информационных порталах коммерческих и государственных организаций, а также в независимых СМИ: Парламентская газета, Москва без формата, ITweek, Институт развития информационного общества, ИПУ РАН РФ, МГУ, МТУСИ, Навигатор Образования.
В 2020 году в рамках проведения Х конференции ИТиММ-2020 постоянные члены программного комитета и лучшие докладчики были награждены памятной настольной медалью.
По результатам конференции доклады и статьи участников публикуются в рецензируемых научно-практических журналах рекомендованных ВАК или в специальном сборнике:
- Журнал «Прикладная информатика».
- Журнал «Менеджмент и бизнес-администрирование».[16]
- Журнал "Вольное экономическое общество России (ВЭО России).[17]

Отдельным томом издается сборник трудов студентов, которые в рамках секции «Студенческие научные инициативы» делают свои первые шаги в науке, приобретают опыт публичных выступлений. Все статьи и доклады участников индексируются в одной из наукометреческих систем: Scopus, РИНЦ, а также Google Scholar.